# Vietnámi futsalválogatott
A vietnámi futsalválogatott Vietnám nemzeti csapata, amelyet a Üzbég labdarúgó-szövetség (vietnámiul: Liên Đoàn Bóng Đá Việt Nam) irányít. 

## Története
Futsal-világbajnokságon először 2016-ban szerepeltek, ahol bejutottak a nyolcaddöntőbe.
Az AFC-futsalbajnokságon először 2005-ben vettek részt. Legjobb eredményük egy negyedik helyezés, amit a 2016-os tornán értek el. 

## Eredmények

### Futsal-világbajnokság
| Év       | Eredmény      | Hely          | M             | Gy            | D             | V             | Rg            | Kg            | Gk            |
| -------- | ------------- | ------------- | ------------- | ------------- | ------------- | ------------- | ------------- | ------------- | ------------- |
| 1989     | Nem indult    | Nem indult    | Nem indult    | Nem indult    | Nem indult    | Nem indult    | Nem indult    | Nem indult    | Nem indult    |
| 1992     | Nem indult    | Nem indult    | Nem indult    | Nem indult    | Nem indult    | Nem indult    | Nem indult    | Nem indult    | Nem indult    |
| 1996     | Nem indult    | Nem indult    | Nem indult    | Nem indult    | Nem indult    | Nem indult    | Nem indult    | Nem indult    | Nem indult    |
| 2000     | Nem indult    | Nem indult    | Nem indult    | Nem indult    | Nem indult    | Nem indult    | Nem indult    | Nem indult    | Nem indult    |
| 2004     | Nem indult    | Nem indult    | Nem indult    | Nem indult    | Nem indult    | Nem indult    | Nem indult    | Nem indult    | Nem indult    |
| 2008     | Nem jutott be | Nem jutott be | Nem jutott be | Nem jutott be | Nem jutott be | Nem jutott be | Nem jutott be | Nem jutott be | Nem jutott be |
| 2012     | Nem jutott be | Nem jutott be | Nem jutott be | Nem jutott be | Nem jutott be | Nem jutott be | Nem jutott be | Nem jutott be | Nem jutott be |
| 2016     | Csoportkör    | 16.           | 4             | 1             | 0             | 3             | 5             | 18            | -13           |
| Összesen | 16. hely      | 1/8           | 4             | 1             | 0             | 3             | 5             | 18            | -13           |

### AFC-futsalbajnokság
| Év       | Eredmény      | Hely          | M             | Gy            | D             | V             | Rg            | Kg            | Gk            |
| -------- | ------------- | ------------- | ------------- | ------------- | ------------- | ------------- | ------------- | ------------- | ------------- |
| 1999     | Nem indult    | Nem indult    | Nem indult    | Nem indult    | Nem indult    | Nem indult    | Nem indult    | Nem indult    | Nem indult    |
| 2000     | Nem indult    | Nem indult    | Nem indult    | Nem indult    | Nem indult    | Nem indult    | Nem indult    | Nem indult    | Nem indult    |
| 2001     | Nem indult    | Nem indult    | Nem indult    | Nem indult    | Nem indult    | Nem indult    | Nem indult    | Nem indult    | Nem indult    |
| 2002     | Nem indult    | Nem indult    | Nem indult    | Nem indult    | Nem indult    | Nem indult    | Nem indult    | Nem indult    | Nem indult    |
| 2003     | Nem indult    | Nem indult    | Nem indult    | Nem indult    | Nem indult    | Nem indult    | Nem indult    | Nem indult    | Nem indult    |
| 2004     | Nem indult    | Nem indult    | Nem indult    | Nem indult    | Nem indult    | Nem indult    | Nem indult    | Nem indult    | Nem indult    |
| 2005     | Első forduló  | 18.           | 6             | 2             | 1             | 3             | 13            | 19            | -6            |
| 2006     | Nem jutott be | Nem jutott be | Nem jutott be | Nem jutott be | Nem jutott be | Nem jutott be | Nem jutott be | Nem jutott be | Nem jutott be |
| 2007     | Nem indult    | Nem indult    | Nem indult    | Nem indult    | Nem indult    | Nem indult    | Nem indult    | Nem indult    | Nem indult    |
| 2008     | Nem jutott be | Nem jutott be | Nem jutott be | Nem jutott be | Nem jutott be | Nem jutott be | Nem jutott be | Nem jutott be | Nem jutott be |
| 2010     | Csoportkör    | 10.           | 3             | 1             | 0             | 2             | 11            | 12            | -1            |
| 2012     | Nem jutott be | Nem jutott be | Nem jutott be | Nem jutott be | Nem jutott be | Nem jutott be | Nem jutott be | Nem jutott be | Nem jutott be |
| 2014     | Negyeddöntő   | 7.            | 4             | 2             | 0             | 2             | 17            | 22            | -5            |
| 2016     | Elődöntő      | 4.            | 6             | 2             | 1             | 3             | 19            | 33            | -14           |
| 2018     | Folyamatban   | Folyamatban   | Folyamatban   | Folyamatban   | Folyamatban   | Folyamatban   | Folyamatban   | Folyamatban   | Folyamatban   |
| Összesen | 4. hely       | 5/15          | 19            | 7             | 2             | 10            | 60            | 86            | -26           |

## Külső hivatkozások
- A Vietnámi labdarúgó-szövetség hivatalos honlapja (vietnámi nyelven). vff.org.vn
- Futsal World Ranking (angol nyelven). futsalworldranking.be
- FIFA Futsal World Cup Overview (angol nyelven). rsssf.com
- Asian Futsal Championship Overview (angol nyelven). rsssf.com